# Power Pack
Power Pack waren ein österreichisches Musikprojekt von Erwin Kiennast und Norman Weichselbaum. Bekannt wurden sie 1992 mit dem Birthday Song.

## Bandgeschichte
Kiennast und Weichselbaum gründeten 1992 die Produktionsfirma Operator und noch im selben Jahr produzierten sie für den Radiosender Ö3 zum 25-jährigen Jubiläum einen Geburtstagssong. Veröffentlicht wurde er unter dem Bandnamen Power Pack. Da der Birthday Song entsprechend häufig im Radio gespielt wurde, wurde er sehr beliebt und stand im Herbst dieses Jahres 7 Wochen lang auf Platz 1 der österreichischen Hitparade. Die Single wurde mit Platin ausgezeichnet.
Das Duo knüpfte an den Erfolg an und veröffentlichte weitere Singles und 1994 auch ein Album, womit sie weitere Chartplatzierungen erreichten. An den Erfolg der ersten Single konnten sie aber nicht mehr herankommen und sich auch nicht dauerhaft etablieren, so dass das Projekt Mitte der 1990er wieder aufgegeben wurde.

## Mitglieder
- Erwin Kiennast (* 1955 in Wien)
- Norman Weichselbaum (* 1961 in Wien)

## Diskografie
Alben
- The City of Power Pack (1994)

Lieder
- Birthday Song (1992)
- Welcome to the Station (1993)
- The Rubberdub Dance (1993)
- Lies! (1994)
- School (1994)